# Rio Tourinho
Der Rio Tourinho ist ein etwa 99 km langer linker Nebenfluss des Rio Piquiri im Süden des brasilianischen Bundesstaats Paraná.

## Etymologie
Tourinho ist im portugiesischen Sprachraum ein Familienname. Wörtlich ist es die Verkleinerungsform des Begriffs Touro und bedeutet auf Deutsch Kleiner Stier.

## Geografie

### Lage
Das Einzugsgebiet des Rio Tourinho befindet sich auf dem Terceiro Planalto Paranaense (Dritte oder Guarapuava-Hochebene von Paraná).

### Verlauf
Sein Quellgebiet liegt an der Grenze zwischen den Munizipien Cascavel und Campo Bonito auf 709 m Meereshöhe etwa 10 km südwestlich der Ortschaft Campo Bonito und etwa 3 km nördlich der BR-277 und der Eisenbahnlinie der Estrada de Ferro Paraná Oeste.
Der Fluss verläuft auf seinen ersten etwa 30 Kilometern in nördlicher Richtung und wendet sich dann nach Nordosten. Er fließt in seinem gesamten Lauf entlang der westlichen Munizipgrenze von Campo Bonito zunächst zu Cascavel und dann zu Braganey. Er mündet auf 314 m Höhe von links in den Rio Piquiri. Er ist etwa 99 km lang.

### Munizipien im Einzugsgebiet
Am Rio Tourinho liegen die drei Munizipien Cascavel, Campo Bonito und Braganey.